# Sixteen Mile Stand (Ohio)
Sixteen Mile Stand es un lugar designado por el censo ubicado en el condado de Hamilton en el estado estadounidense de Ohio. En el Censo de 2010 tenía una población de 2928 habitantes y una densidad poblacional de 1.010,28 personas por km².

## Geografía
Sixteen Mile Stand se encuentra ubicado en las coordenadas 39°16′31″N 84°19′32″O / 39.27528, -84.32556. Según la Oficina del Censo de los Estados Unidos, Sixteen Mile Stand tiene una superficie total de 2.9 km², de la cual 2.89 km² corresponden a tierra firme y (0.27%) 0.01 km² es agua.

## Demografía
Según el censo de 2010, había 2928 personas residiendo en Sixteen Mile Stand. La densidad de población era de 1.010,28 hab./km². De los 2928 habitantes, Sixteen Mile Stand estaba compuesto por el 76.88% blancos, el 6.11% eran afroamericanos, el 0.03% eran amerindios, el 13.32% eran asiáticos, el 0.07% eran isleños del Pacífico, el 1.26% eran de otras razas y el 2.32% pertenecían a dos o más razas. Del total de la población el 3.86% eran hispanos o latinos de cualquier raza.